# 王華 (成化乙未進士)
王華（1450年—？），字廷光，江西建昌府南城縣人，民籍，明朝政治人物。進士出身。

## 生平
早年出身府學增廣生，江西鄉試第六十六名。成化十一年（1475年）乙未科會試第二百一名，殿試登進士第三甲第一百八十名。

## 家族
曾祖父王文琬。祖父王仲敬。父亲王用政。